# Dipelicus daedalus
Dipelicus daedalus är en skalbaggsart som beskrevs av Fabricius 1792. Dipelicus daedalus ingår i släktet Dipelicus och familjen Dynastidae. Inga underarter finns listade i Catalogue of Life.